# Guillermo "Catarey" Estrella
Guillermo Antonio “Catarey” Estrella Guzmán (Santiago de los Caballeros, 10 de enero de 1927 - Moca, República Dominicana, 3 de septiembre de 2000) fue uno de los principales y más populares jugadores de béisbol dominicanos, reconocido como un gran campocorto y la tercera base en las décadas de 1940 y 1950.

## Primeros años
Nació el 10 de enero de 1927 en el barrio La Joya, de Santiago de los Caballeros, República Dominicana. 
Desde muy joven se dedicó a la práctica del beisbol destacándose como un jugador de cualidades excepcionales. Inició como jugador amateur en Santiago de los Caballeros jugando con el equipo Cervecería Antillana y al establecerse en la Ciudad del Viaducto, Moca, se integró a la selección de beisbol de esta ciudad, Escogido Moca, donde fue torpedero, ayudando a que este combinado se coronara como Campeón Regional del Cibao en los finales de los años cuarenta. 

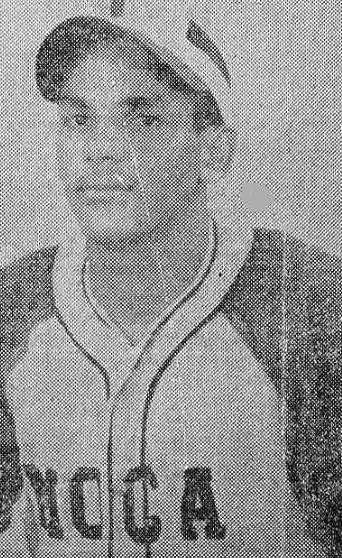
Guillermo Estrella con el uniforme del equipo de Moca

## Carrera
De la selección de beisbol de Moca dio el salto al profesionalismo, siendo contratado por el equipo profesional dominicano los Leones del Escogido, con el que participó en la primera Liga Dominicana de Beisbol Profesional y alcanzaron el título de subcampeón de esa temporada.
Siendo antesalista del Escogido, fue el primer jugador en conectar de hit en el beisbol profesional de la República Dominicana, hecho ocurrido frente al lanzador del Licey, el boricua José Luis Velásquez, en el Estadio La Normal, el sábado 5 de mayo de 1951, ante unos 6,000 aficionados. Ese imparable se produjo en la primera entrada, apenas dos minutos después de que el árbitro principal, Eduardo Nicolás, diera inicio al partido. 
En otra ocasión, jugando en La Normal, donde se enfrentaron los equipos Escogido y Licey, miembros de la familia del dictador Rafael Leonidas Trujillo, manifestaron al gerente Pepe Lucas del Escogido, que era su exigencia que el Licey ganara. Lucas dio las instrucciones a sus jugadores que no le hicieran swing a la pelota de forma que no se convirtiera en hit o en un batazo mayor. No obstante, Guillermo Estrella sí le hizo swing a los lanzamientos de Guayubín Olivo y sacó la pelota del estadio, por lo que Pepe Lucas lo esperó en la tercera base y le dijo al pasar una palabra mayor, con el agregado de que debía pagar 100 pesos dominicanos de multa que, para entonces, era el salario principal de un jugador.
En 1951 fue el jugador más admirado con el equipo del Escogido, a quien seguían con devoción los fanáticos, y luego con las Águilas se repitió la historia en 1952, llegando a ser ese año -su primero con el equipo cibaeño- el líder en triples y el mejor torpedero de esa temporada.
Jugando con el Escogido, en 1951, fue elegido como el jugador más popular del beisbol profesional dominicano, en un escrutinio celebrado en la emisora HIZ por la agencia de publicidad Centro, frente a la plana completa de los cronistas deportivos de la época. Obtuvo 1,903 votos, superando a Guayubín Olivo quien obtuvo 1,780 y al guardabosque Fiquito Suárez quien logró 780. Los demás que estuvieron por debajo de Guillermo Estrella en esta encuesta fueron: René Gutiérrez y Julio Martínez, de las Águilas Cibaeñas; Tetelo Vargas, de las Estrellas Orientales; el mocano Bragañita García, Pepe Lucas, Sijo del Monte y Consuegra, y Gallego Muñoz, del Escogido; y Manolete Cáceres y Olmedo Suárez, del Licey.
Luego de jugar varias temporadas con el Escogido, el 20 de abril de 1952, aceptó la oferta de las Águilas Cibaeñas de cambiarlo por el infilder Rafael Valdez, siendo así uno de los primeros jugadores en vestir el uniforme de este equipo y siendo este el primer cambio que se daba entre equipos en la Liga de Béisbol Profesional de la República Dominicana. Formó parte de este desde 1952, año en el este equipo que obtuvo su primera corona de campeón de la Liga Dominicana, siendo Estrella el torpedero regular de esa novena, haciendo combinación con Julito Martínez en la segunda base. El equipo también destacó durante este campeonato por jugar con la misma plantilla de jugadores desde que se inauguró el campeonato hasta su último día de la final. 

Plantilla de jugadores de las Águilas Cibaeñas en la Liga Dominicana de 1952

Durante sus juegos con las Águilas, en 1952, volvió a perfilarse como el jugador más admirado, llegando a ser ese año el líder en triples y el mejor torpedero de esa temporada. 
Era considerado un torpedero de muy buena defensa y un bateador de gran potencia para su época, lo que lo llevó a ser el jugador mejor pagado de su momento. 
Vio acción durante seis temporadas, de 1951 a 1956, cuando se retiró por diversas lesiones, a los 31 años de edad. Jugó en 4 play-offs, uno con el Escogido y tres con las Águilas. En su última etapa como jugador, vio acción con las Estrellas Orientales.
Fue contemporáneo con otros jugadores destacados del momento como Bienvenido "Bell" Arias, Luis Villodas, José Joaquín Tineo, Vicente Escarpate, Gallego Muñoz, Pepe Lucas, Manuel "Manolete" Cáceres y Daniel Rodríguez.

## Participación internacional
Integró la Selección Nacional de Beisbol Amateur, representando en varios ocasiones la bandera dominicana en escenarios internacionales.  
Formó parte del equipo dominicano que jugó en un partido de exhibición celebrado en la capital del país, con los Dodgers de Brooklyn. Esa vez, Estrella conectó un jonrón al lanzador norteamericano Ralph Branca y la prensa de la época tituló entonces: "Guillermo Estrella dio bestial aldabonazo que violó la verja derecha".  
Representó a la República Dominicana en la Serie Mundial Amateur de Béisbol de 1948, donde obtuvieron la victoria gracias al triple y sencillo que Estrella conectó para encabezar la ofensiva del equipo dominicano y vencer con seis carreras frente a las cuatro del equipo de Puerto Rico. 
También participó en la Liga Negra de Estados Unidos, celebrada en Puerto Rico, donde exhibió sus dotes como excelente campocorto y bateador, además, de su participación en otros intercambios deportivos en Venezuela y Colombia. 

## El "Catarey"
Por su corpulencia y sus célebres batazos de cuatro esquinas fue apodado “Catarey”, en alusión al ingenio azucarero con el mismo nombre, establecido en 1948, en el municipio Villa Altagracia, el cual se caracterizó por su gran tamaño y por el empuje económico que propició para la comunidad. 
Apodo que también fue atribuido al famoso percusionista dominicano Ángel Miró Andújar, quien popularizó este nombre con sus constantes avisos por las calles acompañados con su tambora para anunciar cuando Guillermo “Catarey” Estrella realizaba sus hazañas deportivas.

## Aportes sociales
Una vez retirado, impulsó la creación la liga infantil y juvenil de sóftbol “Calín Rodríguez” en la ciudad de Moca, junto a Eduardo Viñas y otros destacados mocanos, con el patrocinio de la Compañía Anónima Tabacalera, la cual tuvo gran trascendencia social durante sus seis años de funcionamiento al reunir a niños y adolescentes de diversas clases sociales en torno a esta disciplina deportiva. 
Con el apoyo económico de la Compañía y el empuje de Guillermo Estrella, esta liga logró ser una de las más afamadas de la época al contar con equipamiento nuevo y ampáyer en todas las bases. A su vez, propició resultados positivos para el futuro profesional de sus participantes como fue el caso de Dámaso García, quien salió de esta hacia las Grandes Ligas de Beisbol.
También construyó un estadio de esa disciplina en el barrio José Horacio Rodríguez de Moca. Además de que fue un permanente promotor deportivo, creando ligas infantiles y juveniles y promoviendo intercambios con clubes de Santo Domingo y Puerto Rico.
Por sus grandes aportes al deporte, en 1996, fue reconocido por el Salón de la Fama del Deporte de Santiago con el honor al mérito, bajo la disciplina del beisbol.
En octubre de 2023, fue exaltado en el Templo de la Fama, de Moca, durante el décimo ceremonial de exaltación de catorce figuras mocanas relevantes, por su destacado rol en sus respectivas áreas en esta ciudad.

## Fallecimiento
Fallece el 3 de septiembre de 2000, en Moca, República Dominicana.